# Jüdischer Friedhof (Jedwabne)

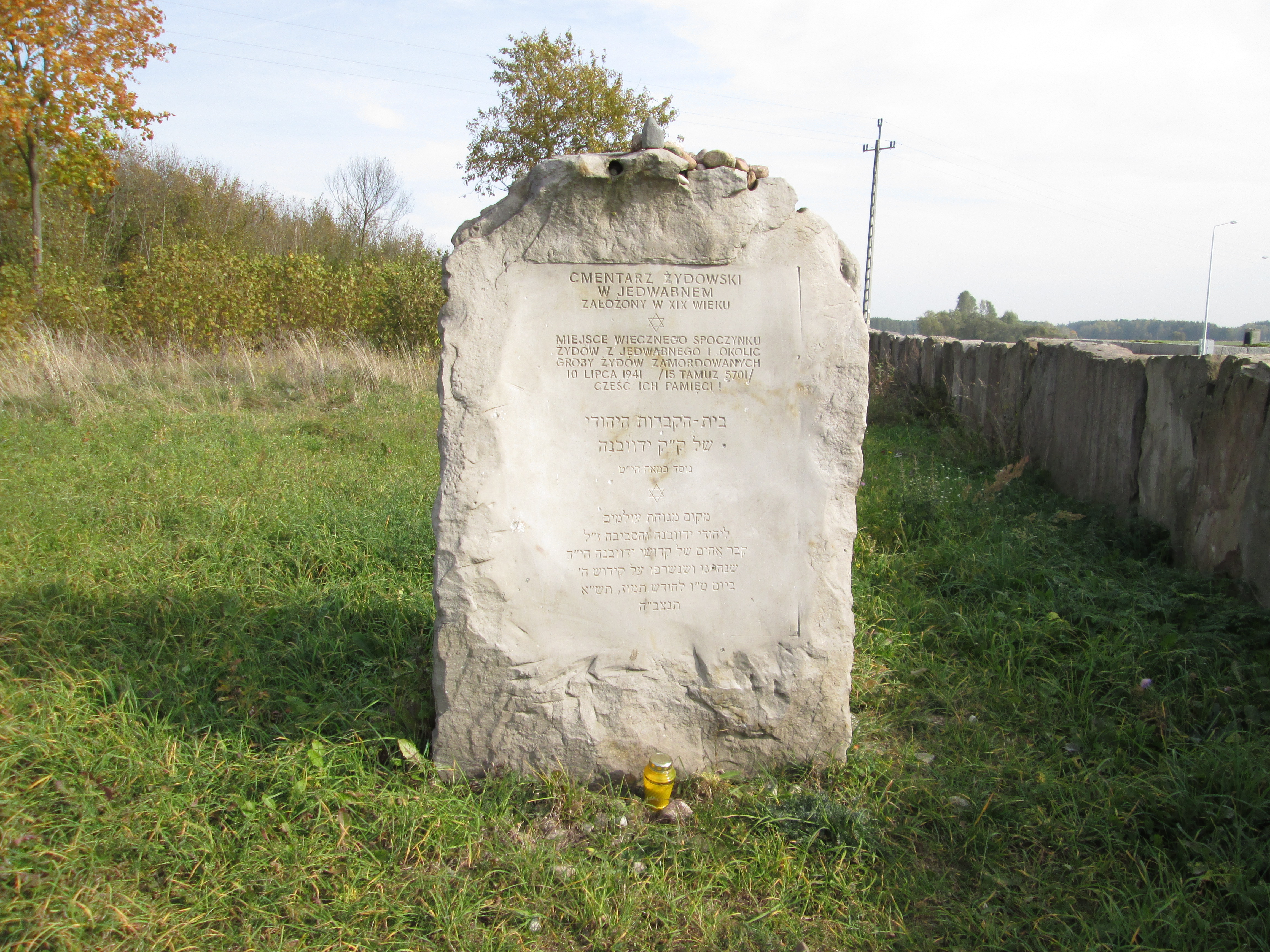
Gedenkstein auf dem jüdischen Friedhof in Jedwabne

Der Jüdische Friedhof in Jedwabne, einer polnischen Stadt in der Woiwodschaft Podlachien, wurde im 19. Jahrhundert angelegt. Der jüdische Friedhof nordwestlich des Ortes ist ein geschütztes Kulturdenkmal. Er befindet sich direkt neben der Stelle, an der am 10. Juli 1941 das Massaker von Jedwabne stattfand.
Auf dem 1,29 Hektar großen Friedhof sind heute nur noch wenige Grabsteine erhalten, die zum großen Teil von Pflanzen bedeckt oder ins Erdreich eingesunken sind.